# حي شمال (دسوق)
حي شمال، هو إحدى التقسيمات الداخلية لمدينة دسوق الواقعة في أقصى شمال مصر بمحافظة كفر الشيخ.

## الموقع والوصف العام
يقع شمال المدينة، بمحاذاة خط السكة الحديد وتشمل منطقة مفتاح والكشلة بمحاذاة نهر النيل غرباً، ماراً بشارع الشركات ومنطقة المستشفى العام ومناطق دحروج والشريف والنجارين ومنطقة المساكن والإستاد، حتى نهاية كردون المدينة ماراً بموقف الأرياف.

## السكان
يبلغ عدد سكان حي شمال في 13 ديسمبر 2011: 70,207 نسمة، وذلك يمثل 51% من إجمالي سكان المدينة.

## المساحة
تبلغ مساحة الحي الإجمالية 502 فدان، وتساوي 2.11 كم².

## أهم معالم الحي

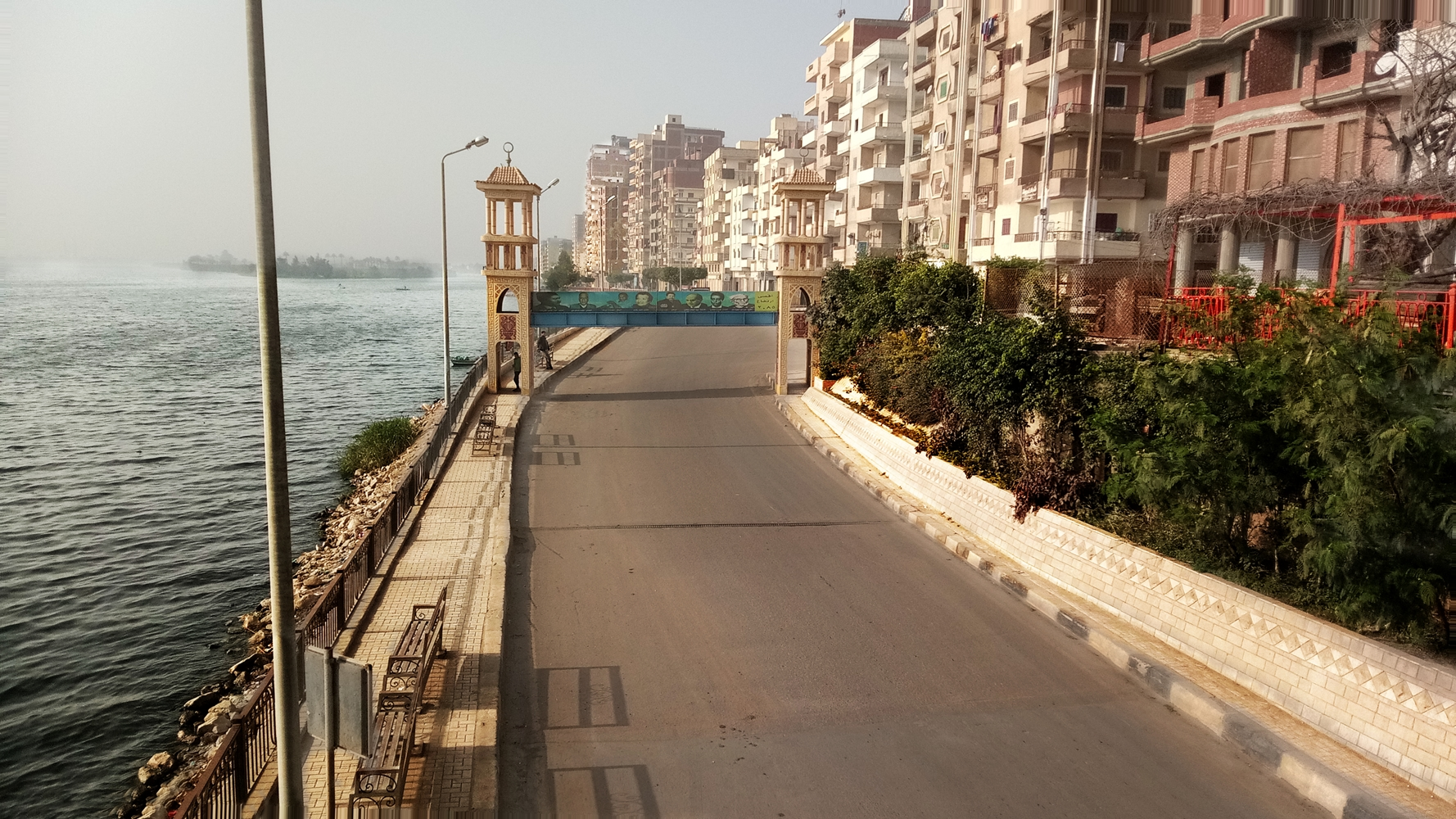
كورنيش النيل بالكِشلة.
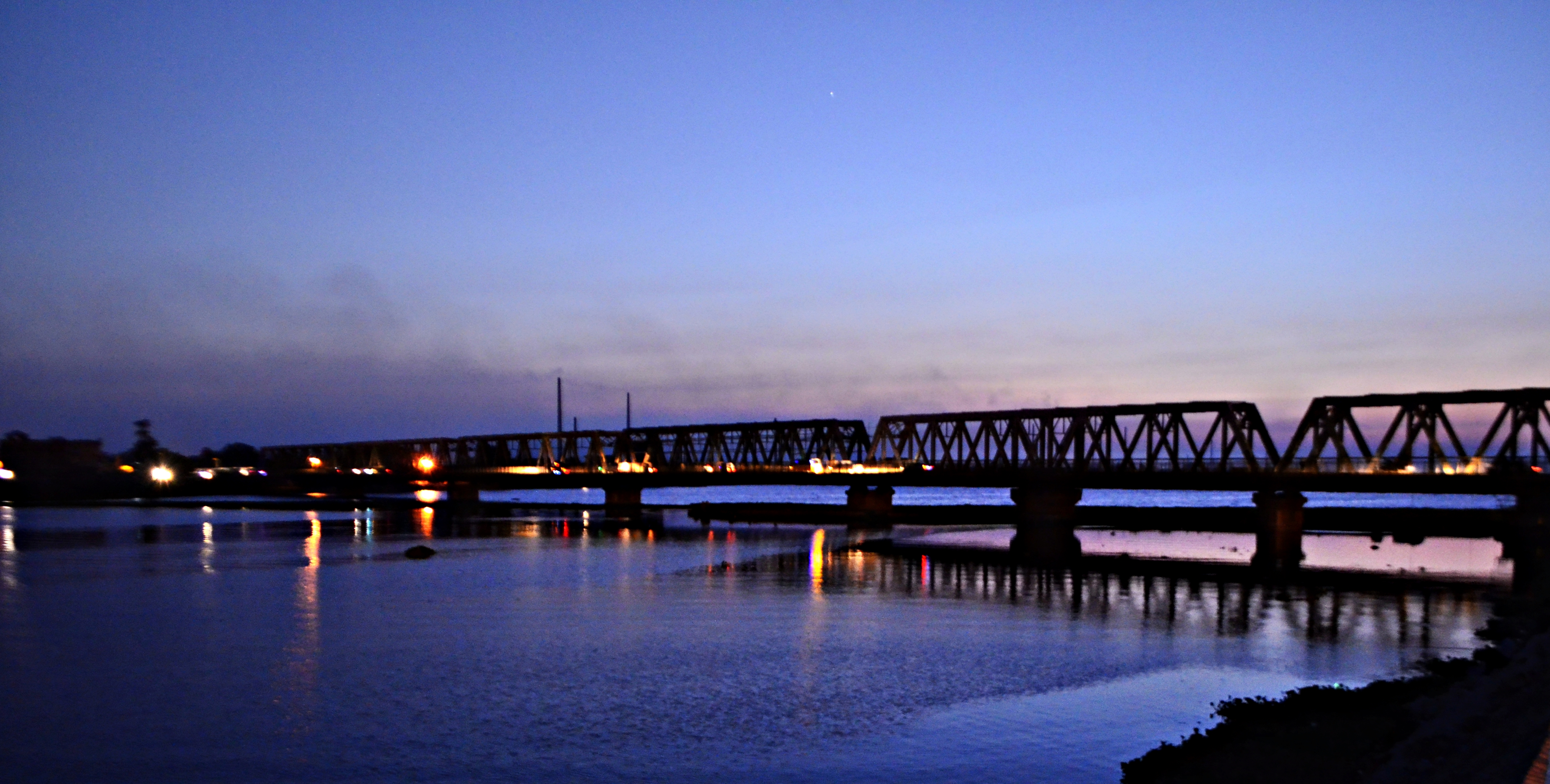
كوبري دسوق.
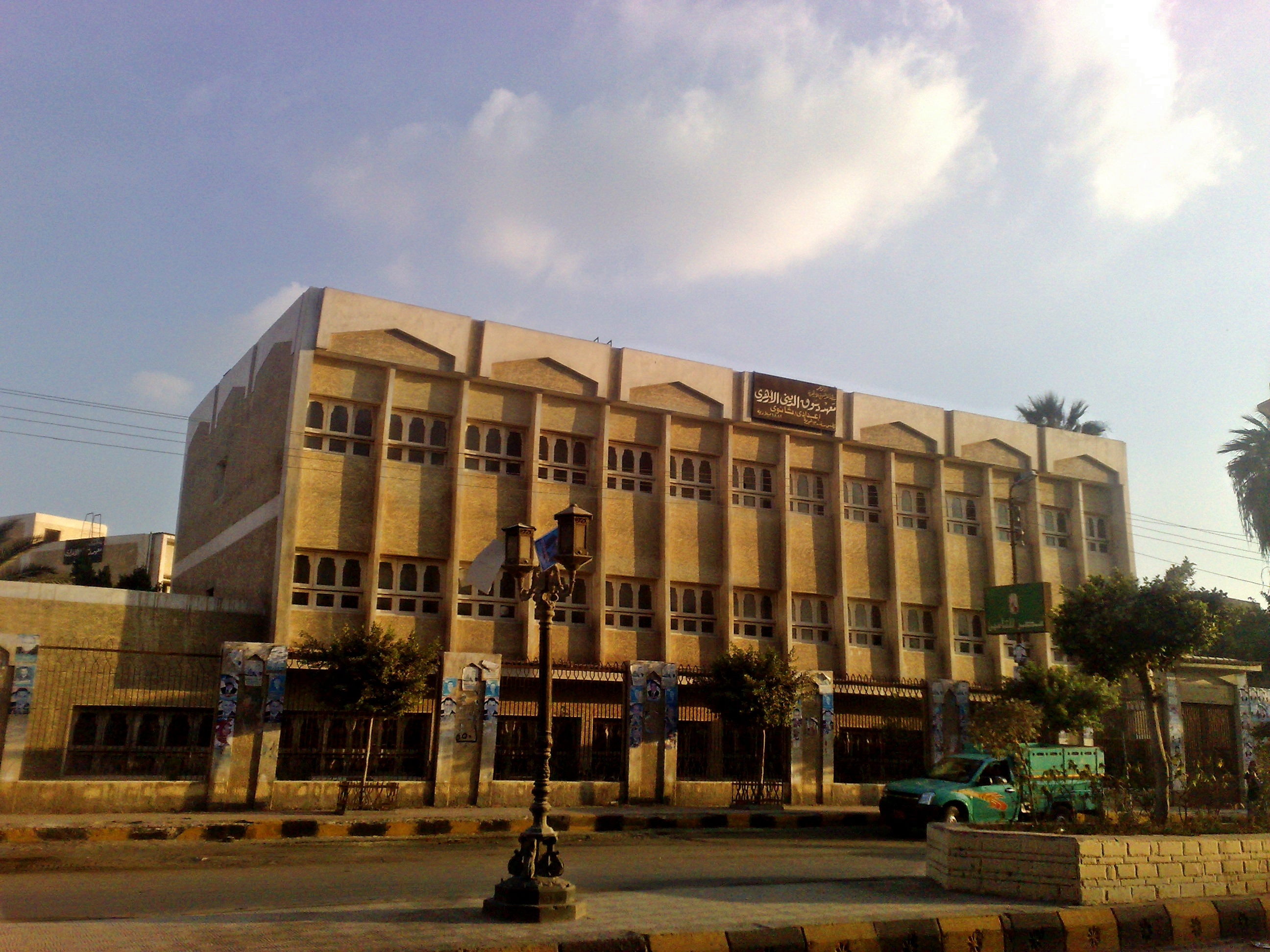
معهد دسوق الديني الأزهري.
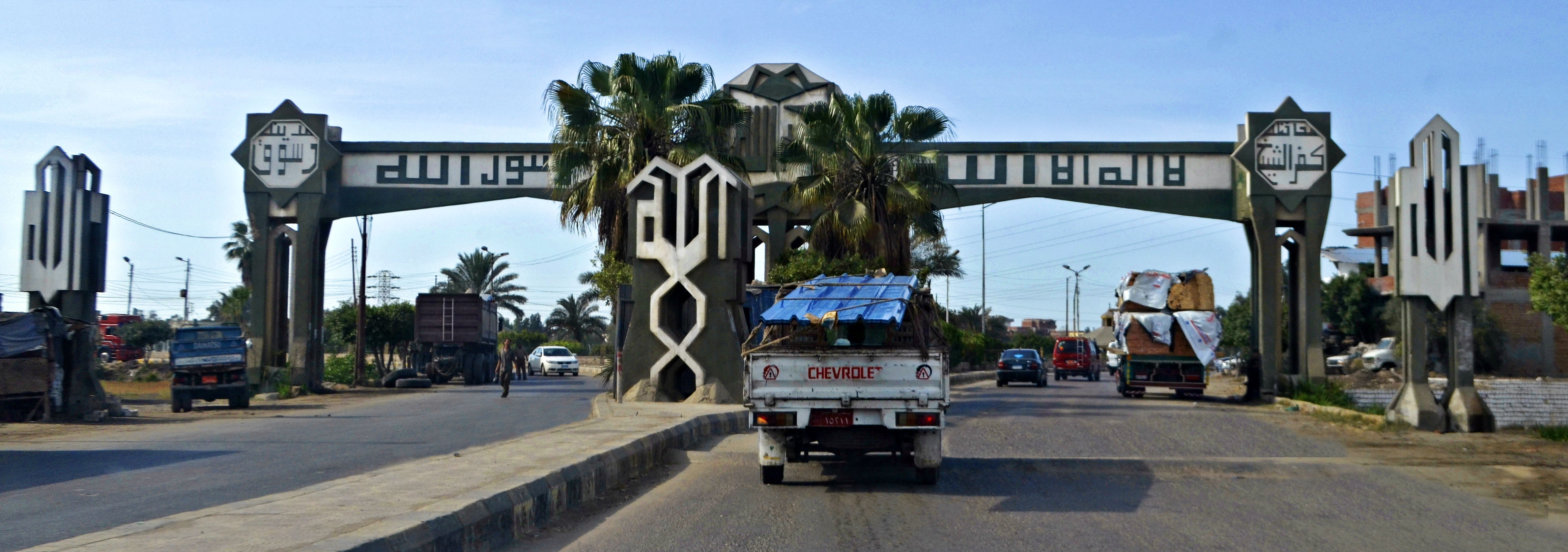
بوابة مدينة دسوق.
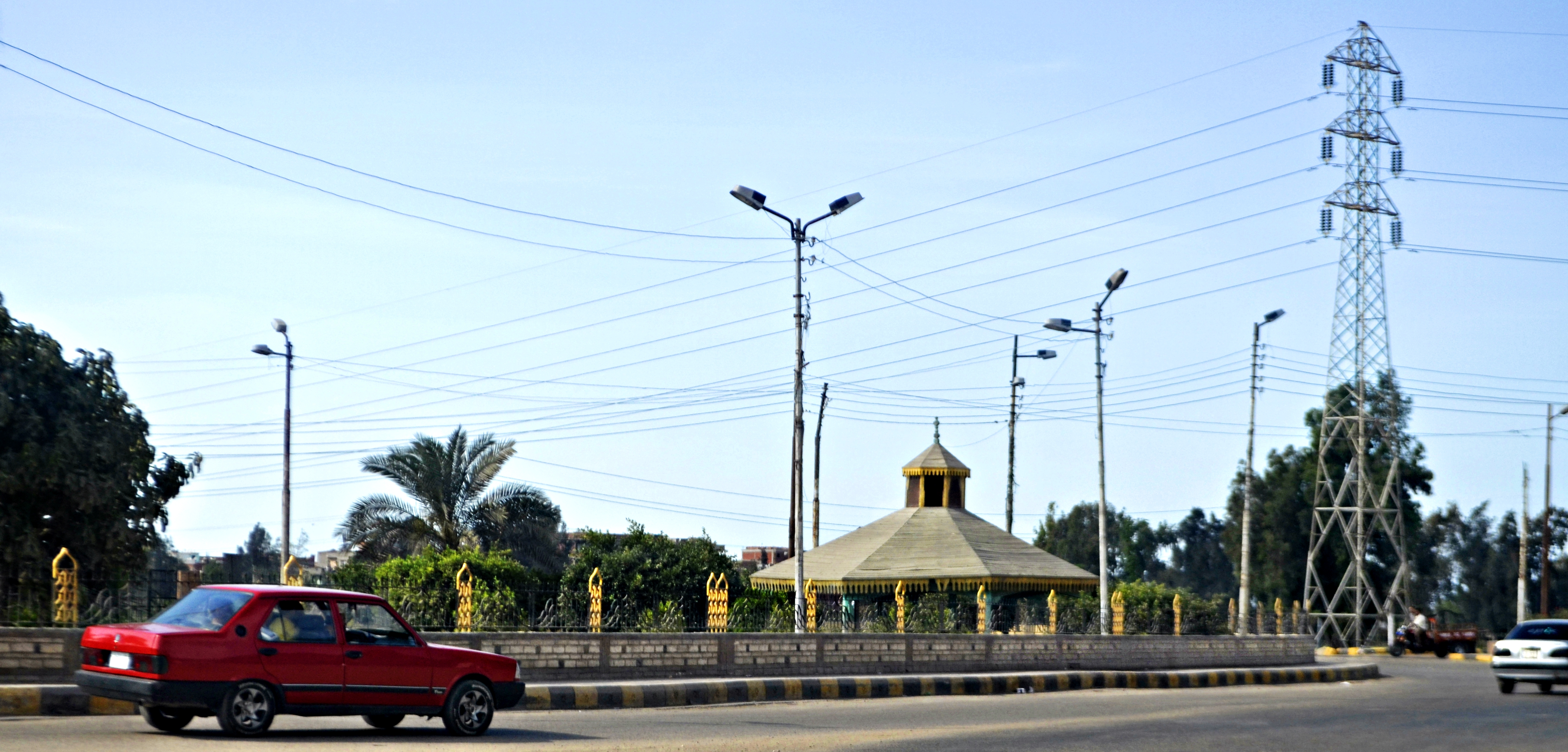
حديقة أم القرى.
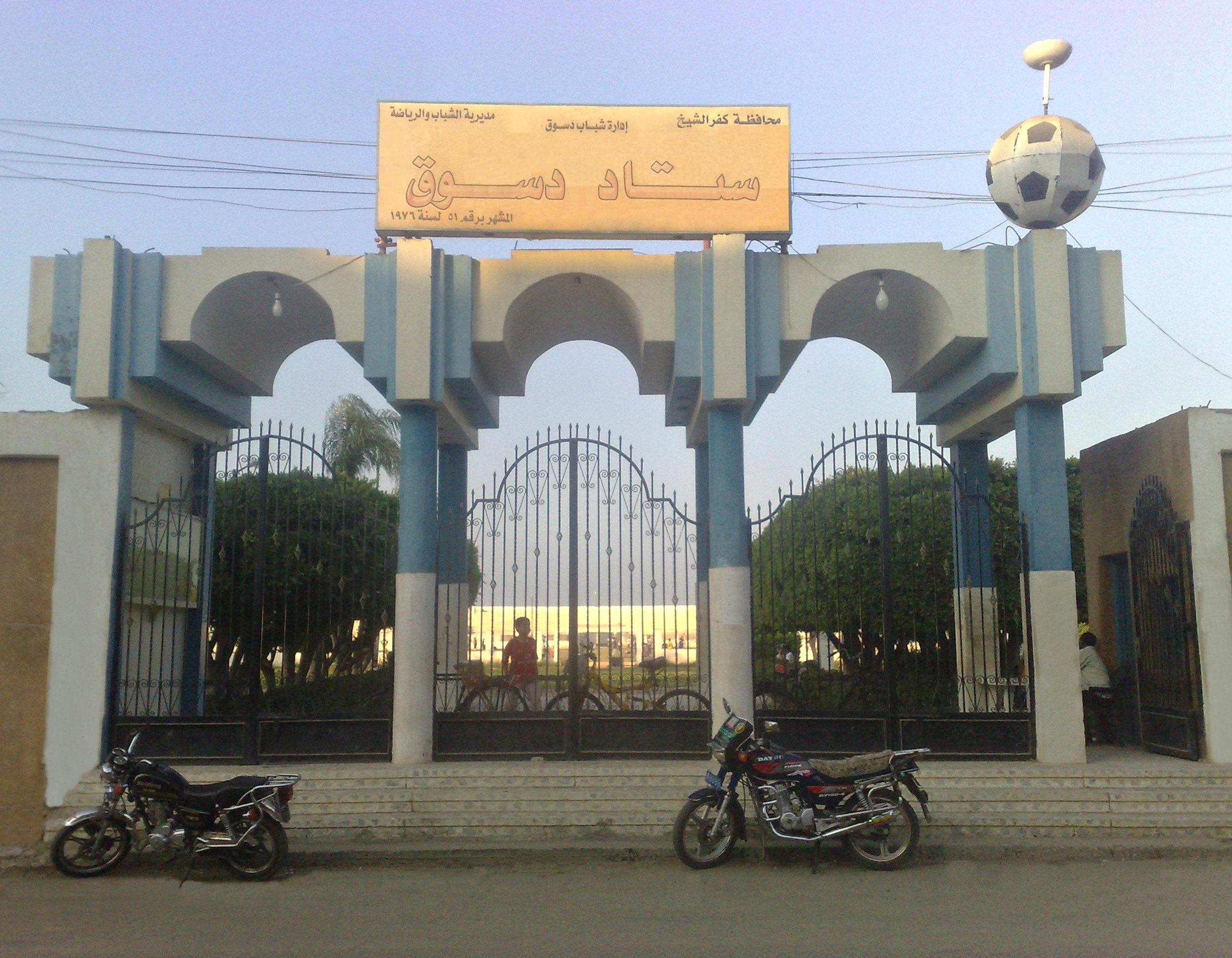
ستاد دسوق الرياضي.
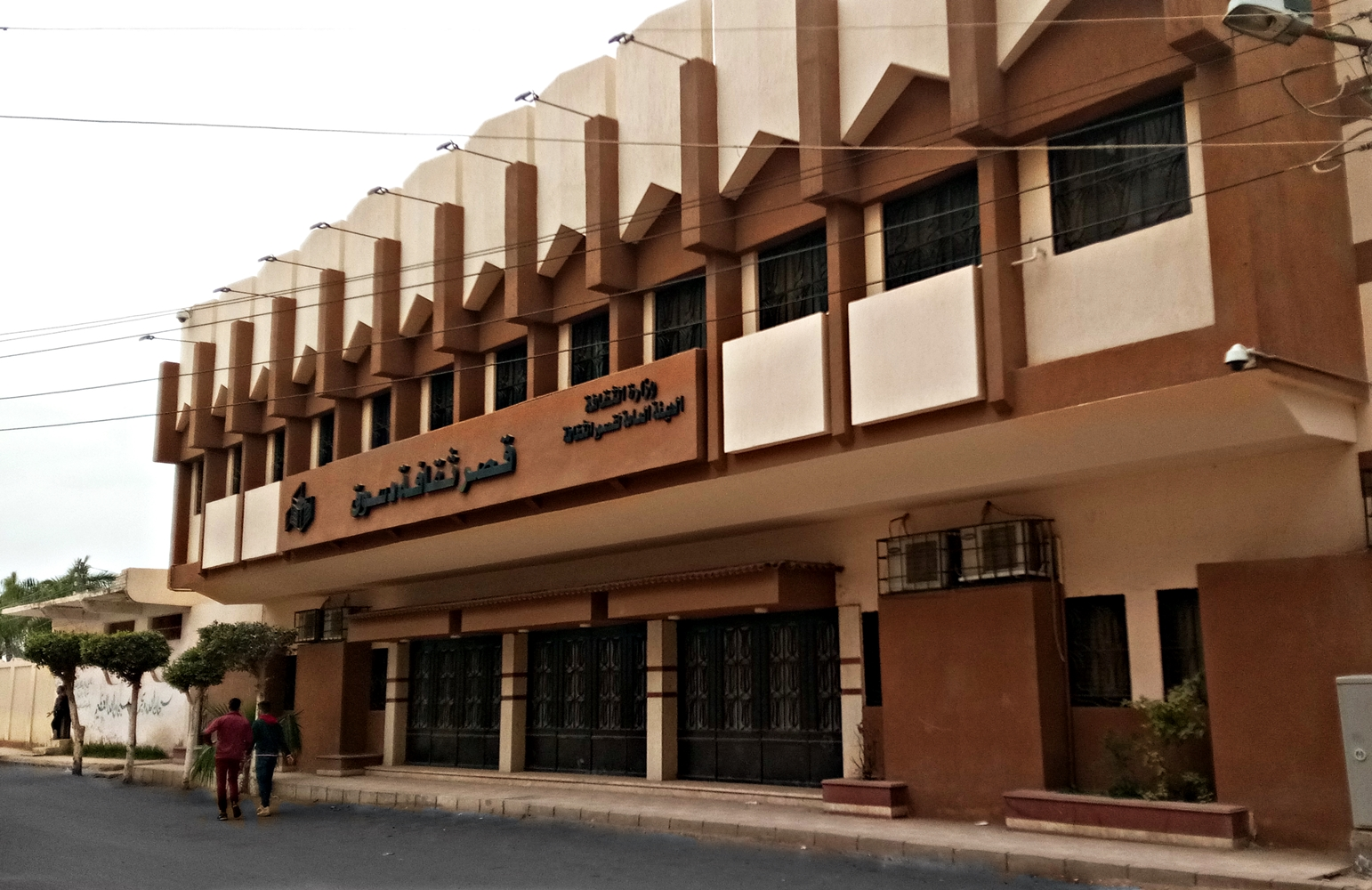
قصر ثقافة دسوق.
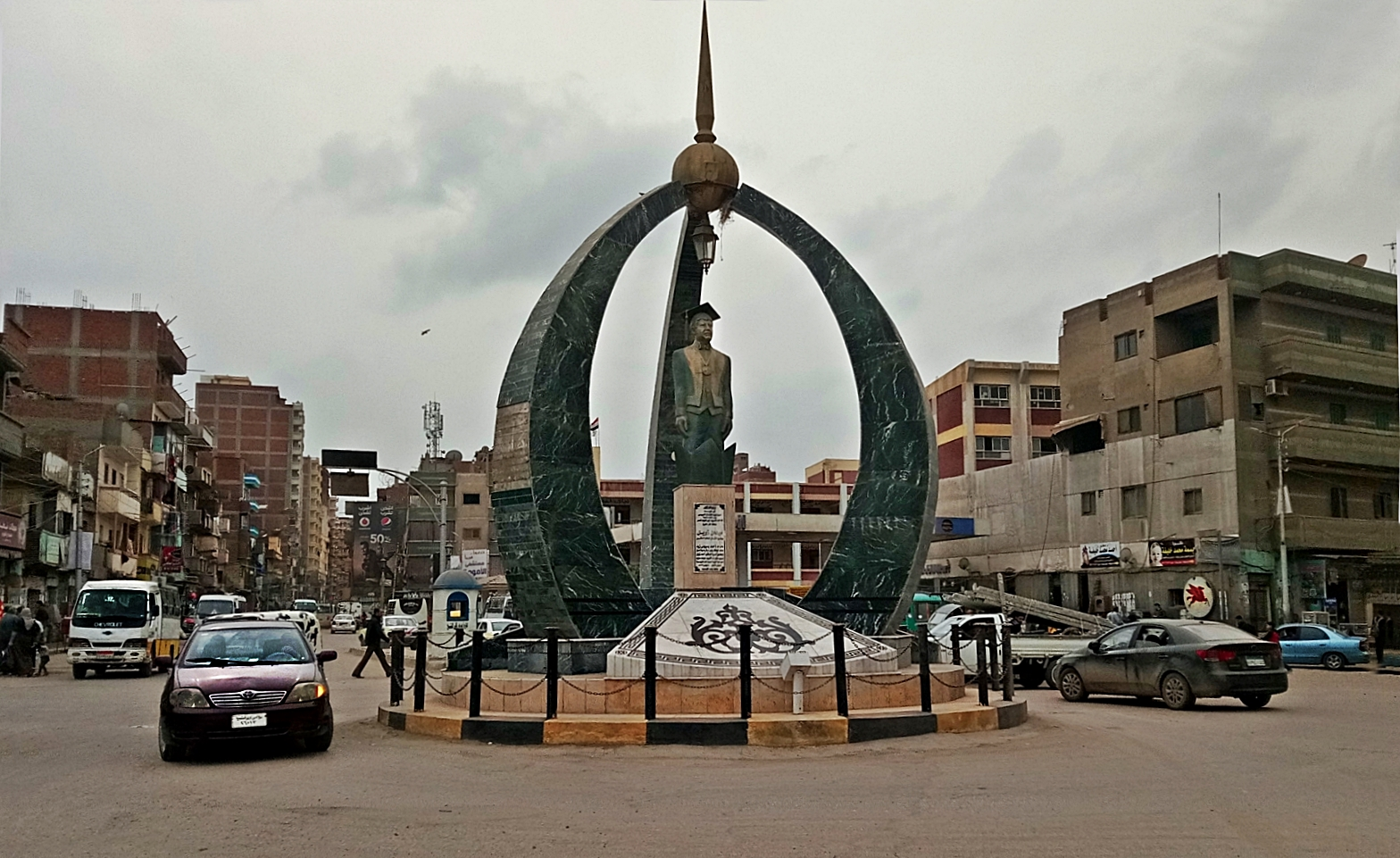
ميدان أحمد زويل.
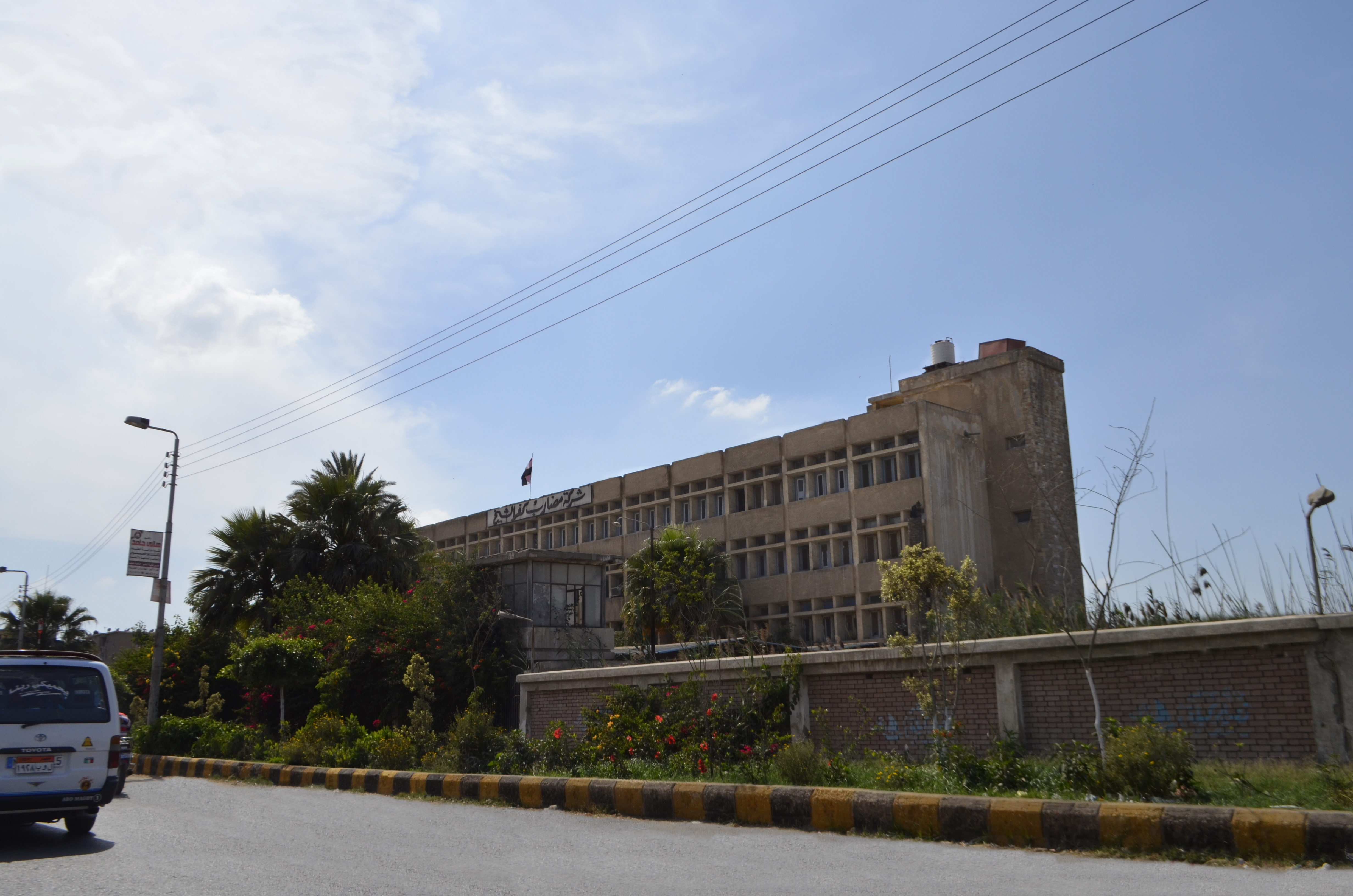
شركة مضارب كفر الشيخ.
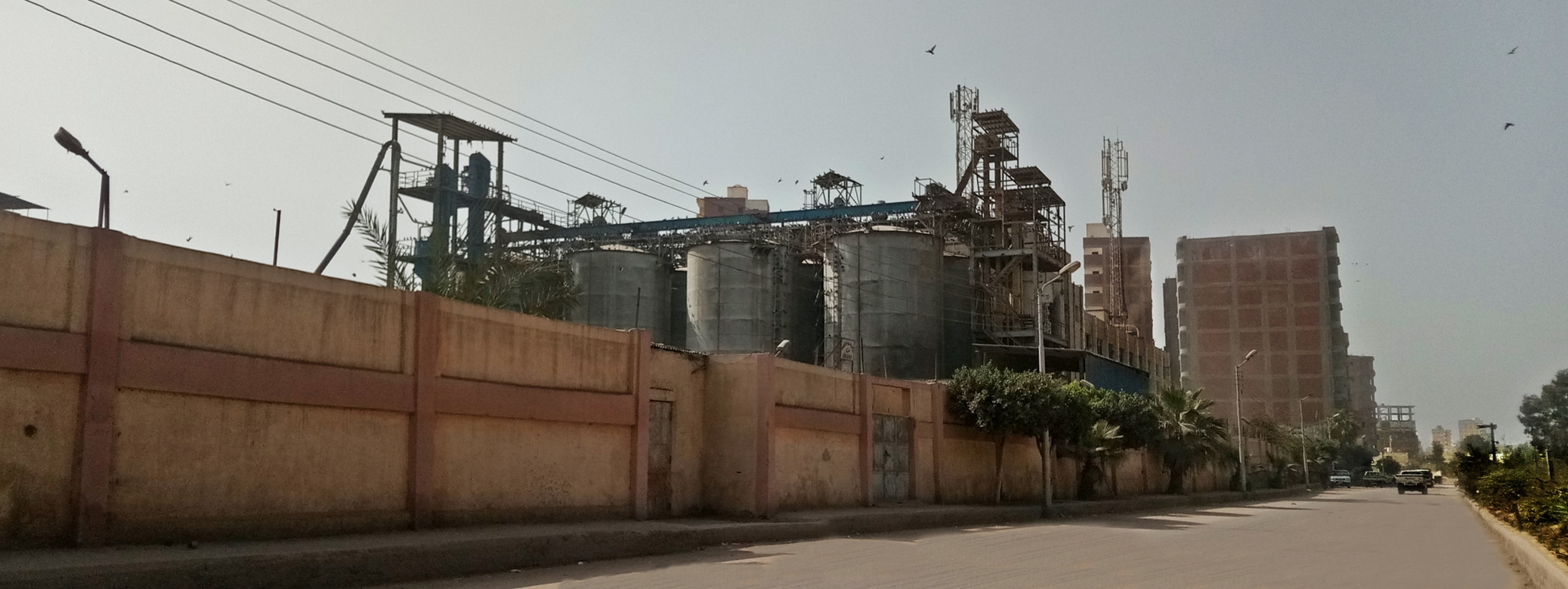
مطحن سلندرات دسوق.
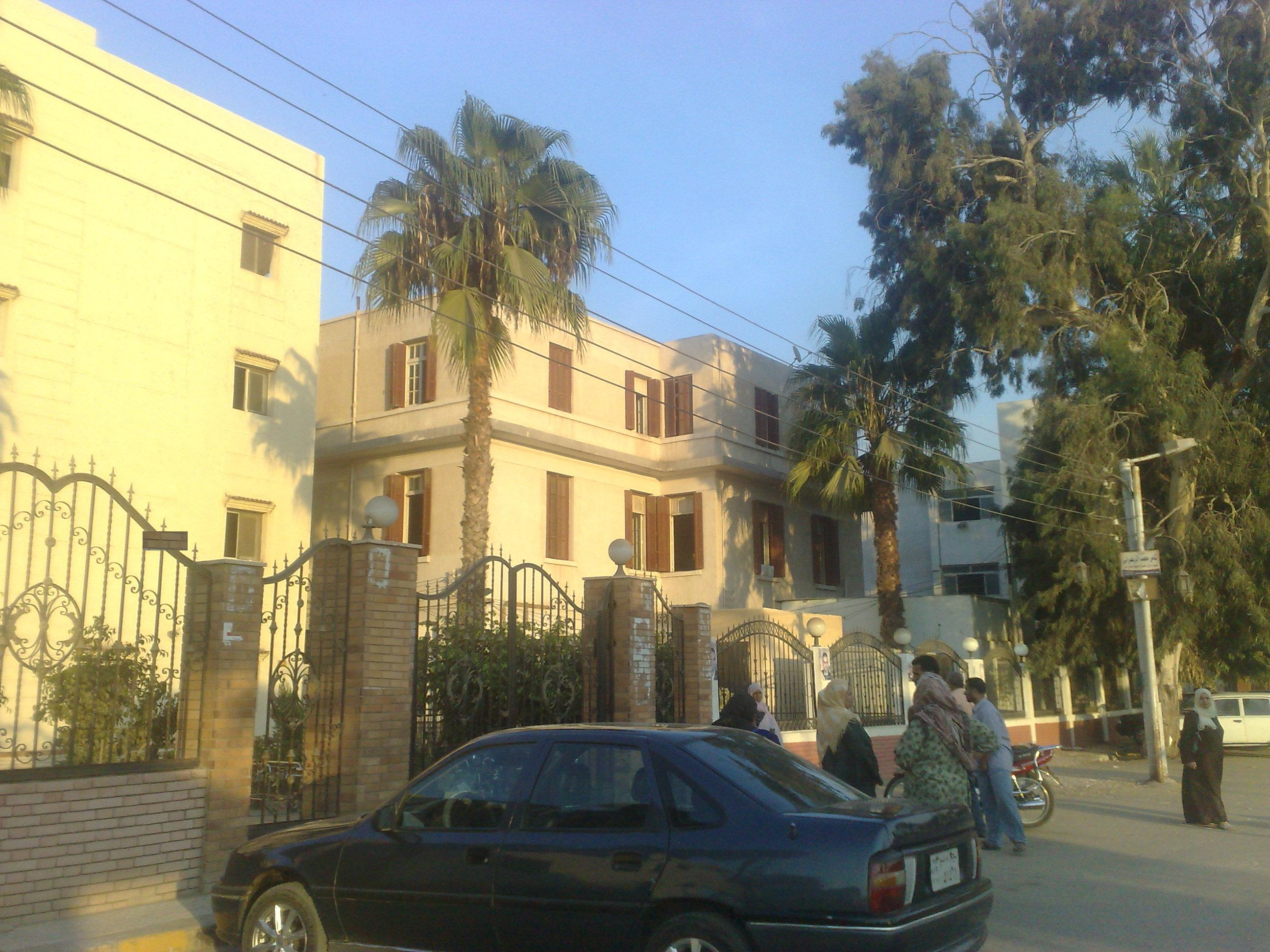
مستشفى دسوق العام.
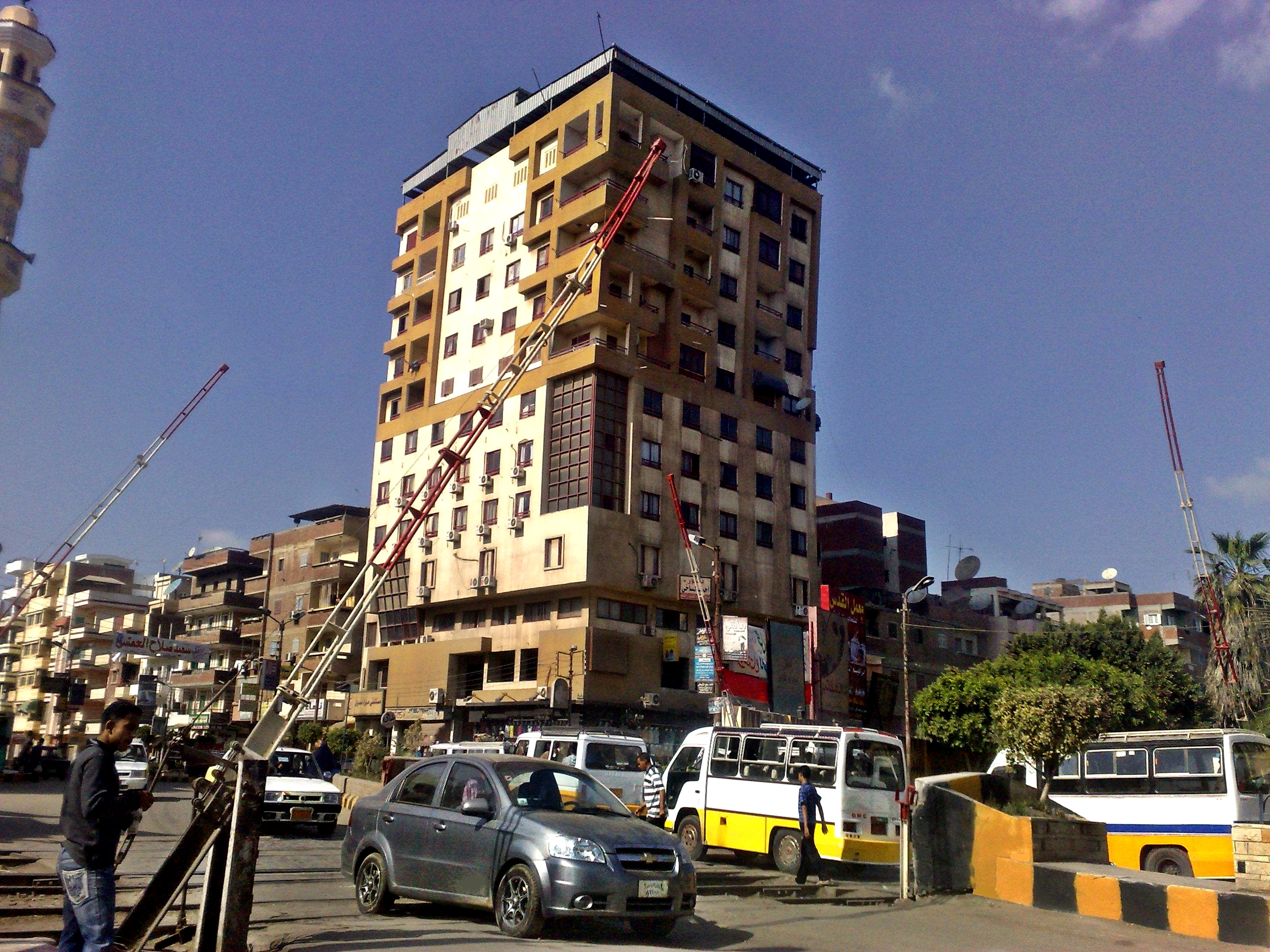
مستشفى مبرة دسوق.
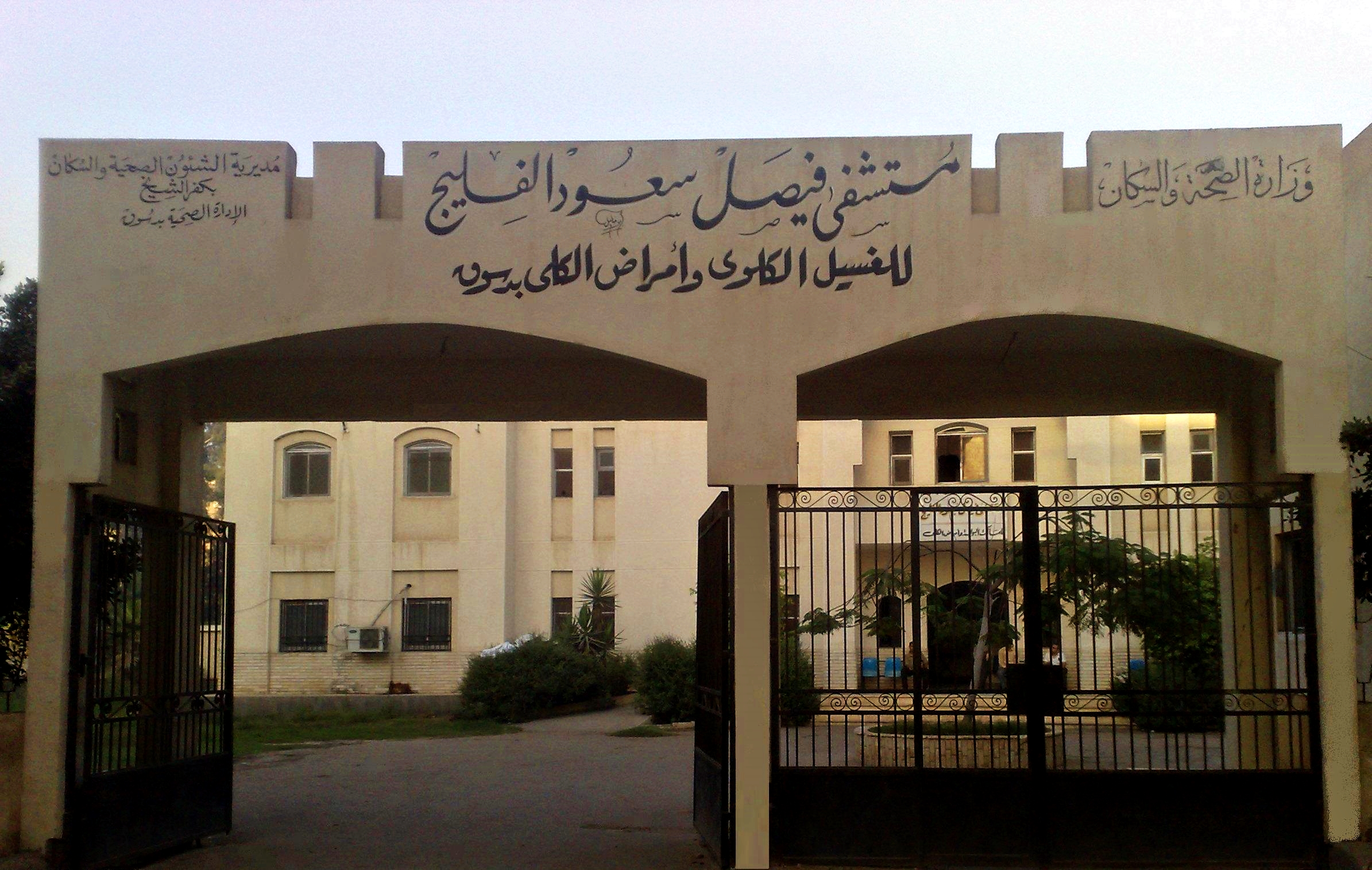
مستشفى فيصل لأمراض الكلى.
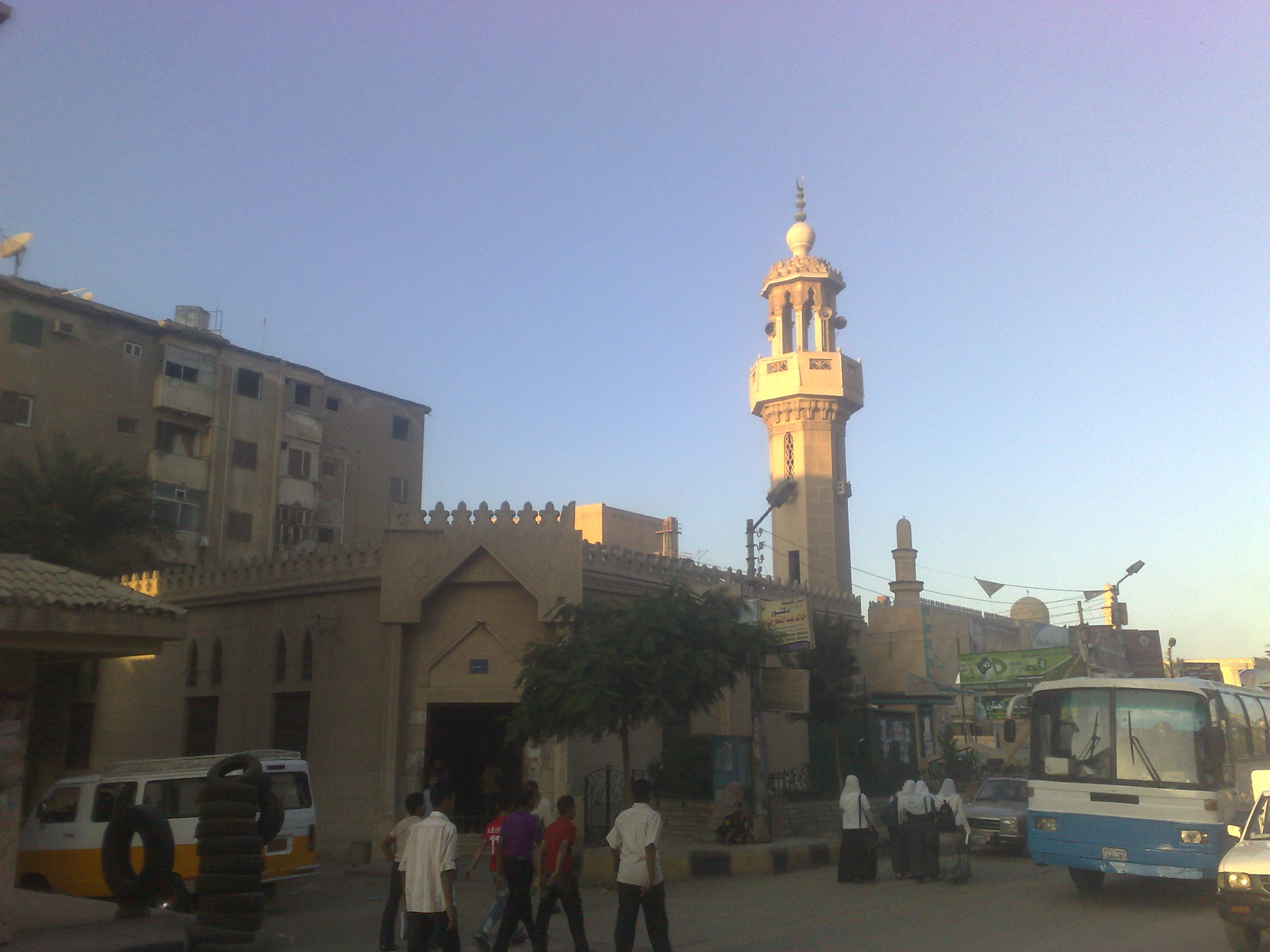
مسجد المِجبري.
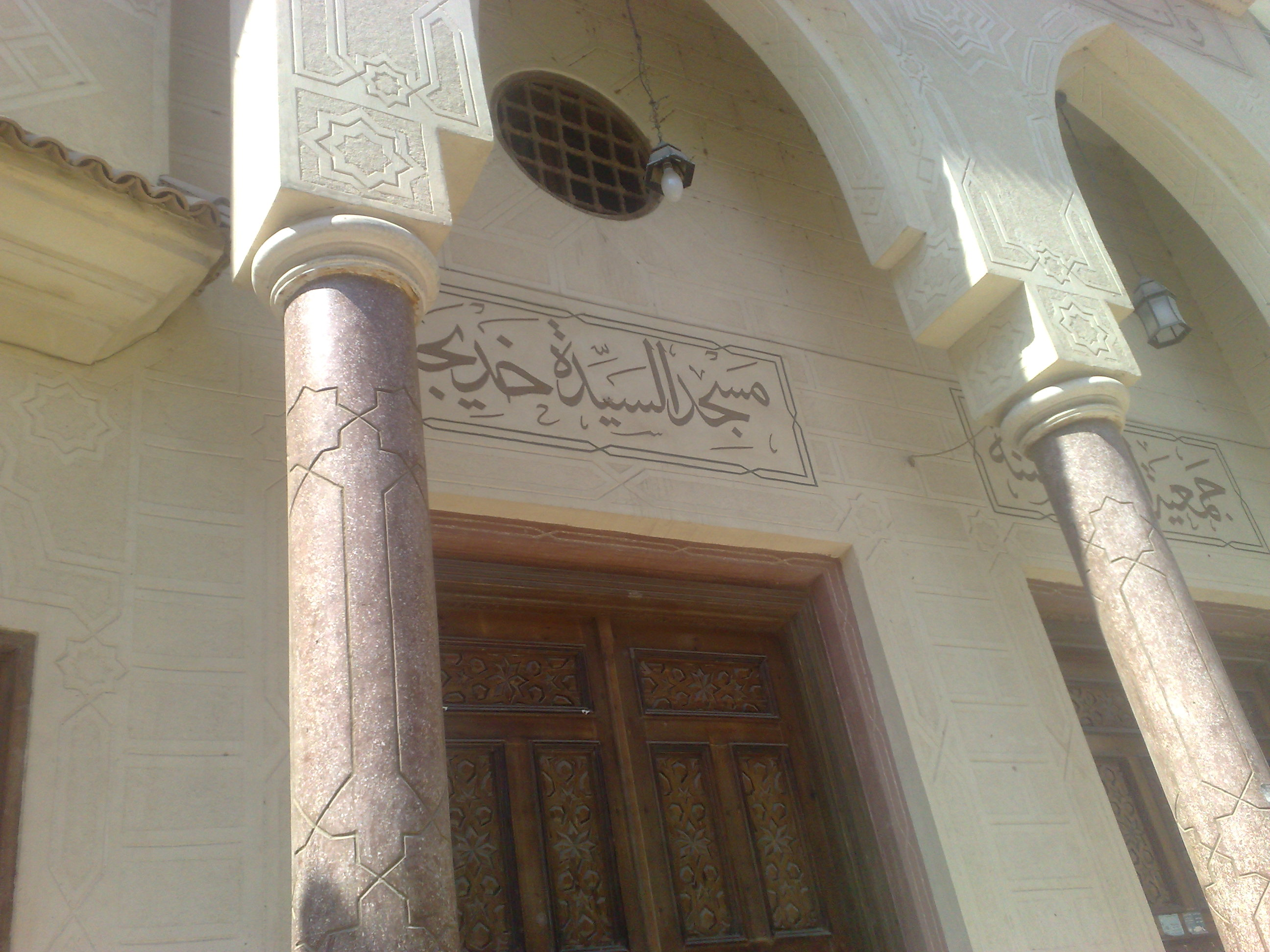
مسجد السيدة خديجة.
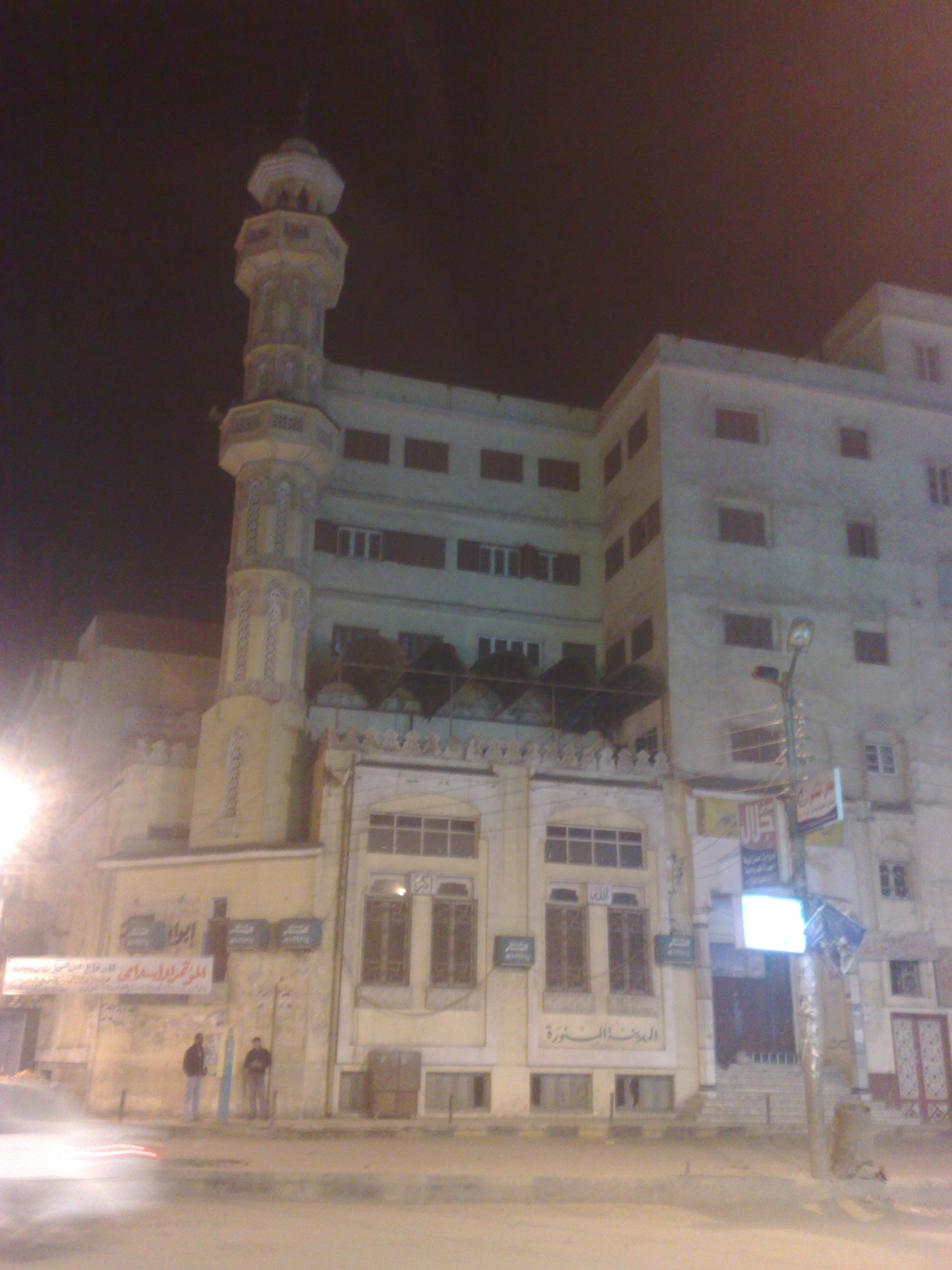
مسجد المدينة المنورة.